# Altlichtenwarth
Altlichtenwarth je rakouská obec v okrese Mistelbach ve spolkové zemi Dolní Rakousy. Žije zde 769 obyvatel.

## Geografie
Altlichtenwarth leží ve Weinviertelu (Vinné čtvrti) v Dolních Rakousích. Území obce zahrnuje 20,45 kilometrů čtverečních a 0,99 % plochy je zalesněno.
Obec sestává pouze z jednoho katastrálního
území.

## Dějiny

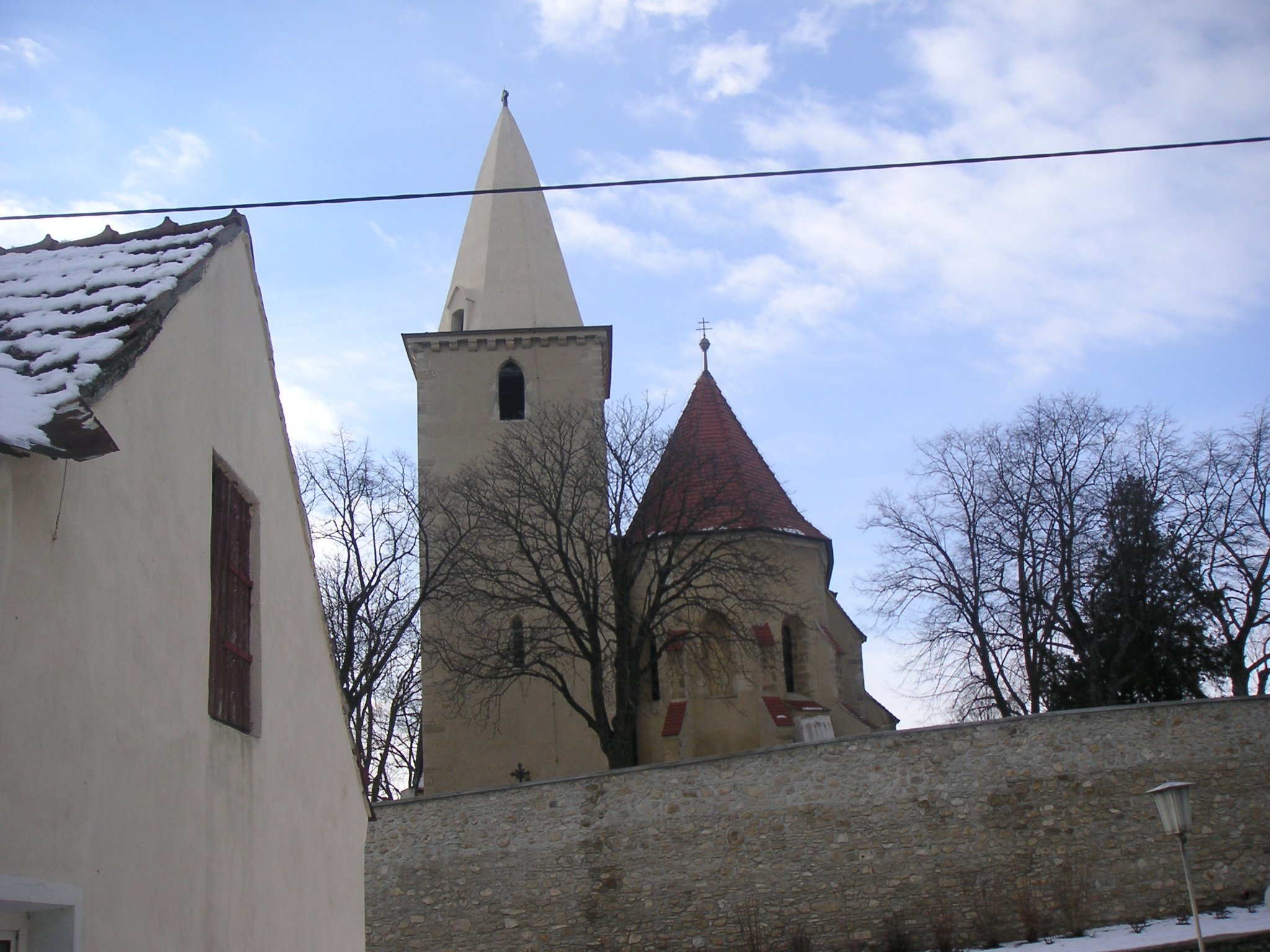
Kostel v Altlichtenwarthu

### Původ názvu obce
Název místa se odvozuje od Altlichtenwarth:
- Lichtenwarth, (úředně Altlichtenwarth). okres Mistelbach, soudní okres Poysdorf
- V listině z roku 1232 Liechtenwart (BUB II. 138)
- V listině z roku 1357 Alten Liechtenwart (OöUB VII; 530)
- Podle jazykovědy doslovně "zmenšené stanoviště" z čehož je asi "vyhlídka v krajině, průsek", "myšleno čekání" na místě asi.[2]

12. století
Altlichtenwarth byl poprvé uveden v listině ze 7. června 1232.
14. století
V roce 1391 směnil Liechtenstein faru Altlichtenwarth za kostel Panny Marie ve Vídni. V roce 1409 byla tato směna zveřejněna. Altlichtenwarth zůstává fara až do roku 1978 pod patronátem knížete von Liechtenstein.
1529/1532: Turecké vpády
1645: 46 občanů zemřelo při morové nákaze
1646:
309 mrtvých "Zmrzačeno nebo zabito při tažení Švédů a Uhrů a tažení přívrženců George Rakoczyho v letech 1645 a 1646"
1679: 134 lidí zemřelo na následky moru
1706: 77 mrtvých při vpádu Kuruců
1849: 103 mrtvých v době cholery během jednoho měsíce
V první světové válce měla obec 57 mrtvých a ve druhé světové válce oplakávala obec 74 padlých. V roce 1945 byl Altlichtenwarth bezprostředně bojištěm, dne 18. dubna 1945 byla vesnice zpočátku bez boje obsazena ruským vojskem Ustupující jednotky SS se opevnily v oblasti Hutsaulberges a Silberberges. V noci na 19. dubna přišel odvetný útok a obec padla zpátky pod německé vojsko. Zděšené obyvatelstvo prchlo, sotva 50 lidí zůstalo ve vesnici. 59 německých a 27 ruských vojáků bylo v Altlichtewarthu pohřbeno, z civilního obyvatelstva byly 4 oběti. Žádný dům nezůstal bez škod.

### Vývoj počtu obyvatel
- 1783 726
- 1794 578
- 1830 882
- 1846 1073
- 1851 1005
- 1869 931
- 1880 1055
- 1890 1196
- 1900 1388
- 1923 1286
- 1951 1393
- 1961 1254
- 1971 1048
- 1981 895
- 1991 808
- 2001 783
- 2007 774

## Politika
Starostou obce je Franz Gaismeier, vedoucí úřadu Karl Tonner.
V obecním zastupitelství je 15 křesel a po posledních volbách dne 14. března 2010 jsou získané mandáty rozděleny takto:
- ÖVP 11
- SPÖ 4

## Hospodářství a infrastruktura
Nezemědělských pracovníků bylo v roce 2001 16. Zemědělských a lesnických pracovišť v roce 1999 bylo 76. Počet výdělečně činného obyvatelstva v místě bydliště bylo v roce 2001 337, to představuje 44,06 %.